# Jeu de langage (philosophie)

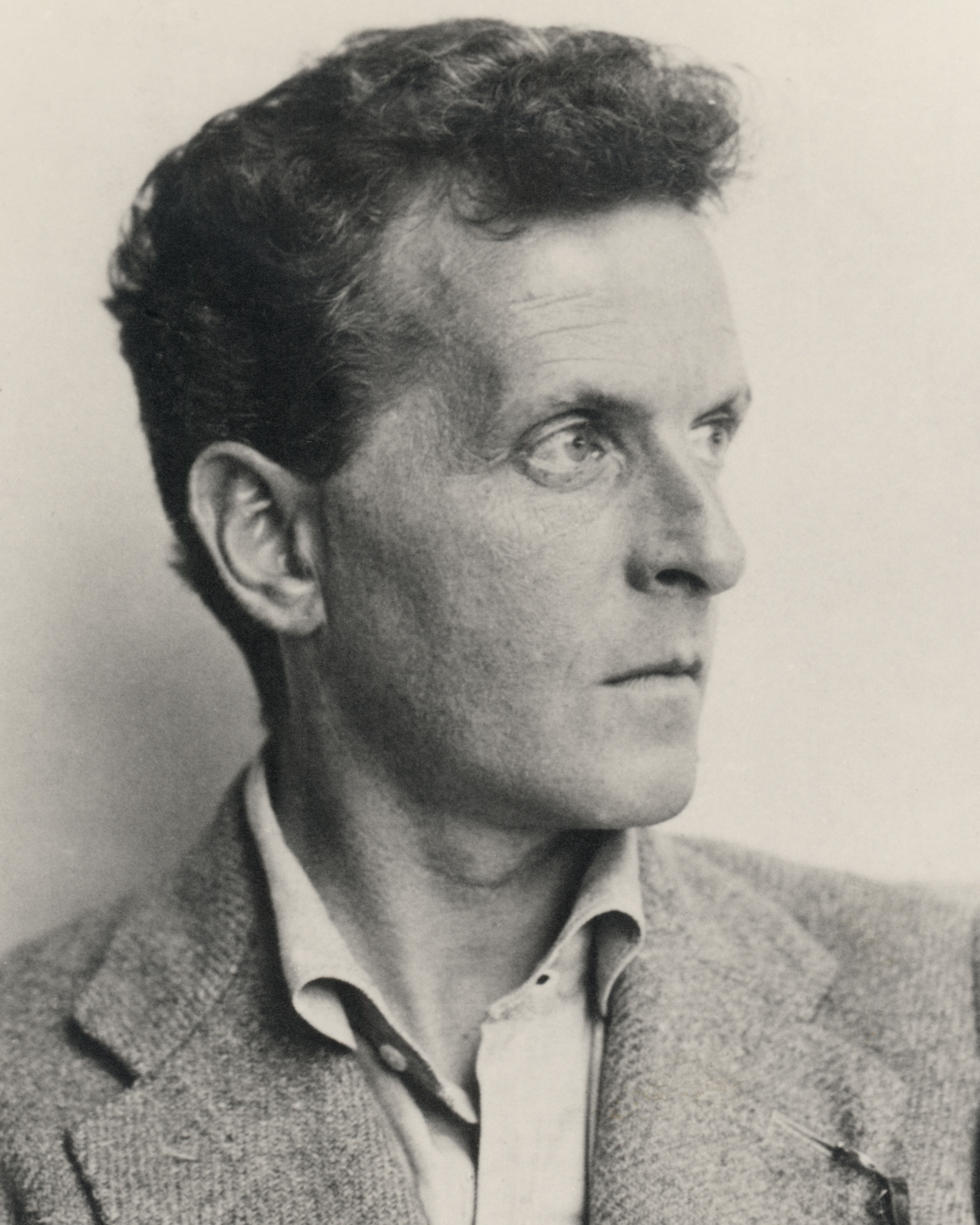
Ludwig Wittgenstein

Le jeu de langage est un concept majeur de la philosophie de Ludwig Wittgenstein. Développé dans la partie dite post-Tractatus de son œuvre, le concept est l'un des plus célèbres de la pensée wittgensteinienne. Il est défini la première fois dans Cahier bleu en 1934, mais reçoit par la suite d'autres explicitations. Formes de langage primitive ou expériences de pensée, les jeux de langage sont au centre de la philosophie « intermédiaire » de Wittgenstein.

## Définir le jeu de langage
Hérité d'interrogations portant sur la définition des mots, le concept de jeu de langage se laisse lui-même difficilement définir. Rejetant l'approche verbale comme l'approche ostensive de la définition, Wittgenstein aboutit au jeu de langage et à une définition de la signification par l'usage. Le philosophe autrichien s'attaque à deux façons de définir :
- La définition d'un mot au moyen d'autres mots mène à une régression à l'infini (pour comprendre le mot expliqué il faut comprendre les mots qui servent à l'expliquer, et pour comprendre ceux-ci il faut comprendre les mots qui servent à les expliquer, et ainsi de suite).
- La définition ostensive consiste à expliquer un mot en désignant l'objet auquel il correspond. Rares sont en fait les mots qui peuvent être compris par ce biais : comment montrer ce à quoi correspond un mot comme « et », « ou », « parce que »?

Wittgenstein propose alors d'identifier la signification d'un mot à son usage. Se trouve ainsi souligné l'entrelacement nécessaire du langage avec les actions et la vie humaine. Le sens d'un mot sera son utilisation dans un contexte, sa place dans un calcul. En mathématiques comme dans le langage ordinaire, il s'agit en fait d'appliquer des règles. Le parallèle que prendra le philosophe de Cambridge sera néanmoins le jeu. Jeu et calcul sont unis par l'importance des règles : dans les deux cas l'individu va obéir à des règles, bien que de façon légèrement différente. Le jeu de langage sera donc une question de règles, d'apprentissage et d'utilisation de règles, voire de création de nouvelles instructions.
Déjà mentionné dans des textes antérieurs, le concept de jeu de langage n'est défini pour la première fois que dans le Cahier bleu (1933-1934).

« À l'avenir j'attirerai inlassablement votre attention sur ce que j'appellerai des jeux de langage. Ce sont des manières d'utiliser des signes plus simples que celles dont nous utilisons les signes dans notre langage quotidien (…). Les jeux de langage sont les formes de langage par lesquelles un enfant commence à utiliser les mots. L'étude des jeux de langage est l'étude de formes primitives du langage, ou de langages primitifs. »

Cette brève explication n'est pourtant pas grandement éclairante. Conformément à sa méthode et aux thèses qu'il soutient, Wittgenstein n'a pas à s'attarder sur une « définition » précise. Ce qu'est un jeu de langage n'est pas cloisonnable dans une définition qui pourrait cerner tous les jeux de langage, il n'y a aucun point commun qui unirait tout ce que Wittgenstein entend par Sprachspiele. La meilleure solution pour expliciter le concept est d'en donner des exemples :

« donner des ordres et y obéir ; poser des questions et y répondre ; décrire un événement ; inventer une histoire ; raconter une blague ; décrire une expérience immédiate ; faire des conjectures sur des événements du monde physique ; faire des hypothèses et des théories scientifiques ; saluer quelqu'un ; etc., etc. »

- On trouve des jeux de langage en ce sens dans le Cahier brun (1934-1935) et dans les Investigations philosophiques. En particulier l’exemple classique, qu’il reprend de St Augustin, de ce qu’on appelle le « langage du constructeur[4]. »

## Des ressemblances familiales
Il n'est pourtant pas vain de chercher à préciser le concept de jeu de langage. Si les jeux sont avant tout unis par des « ressemblances familiales », des « airs de famille », il reste possible de discerner quelques éléments clés des jeux de langage

- Un jeu de langage est toujours complet, il constitue un système autonome au sein de la langue. Il fonctionne à sa propre manière, avec des termes et suivant des usages qui correspondent à la situation-type dans laquelle il se joue.
- Les règles d'un jeu constituent celui-ci : changer une règle, en ôter ou en rajouter une fait changer de jeu.
- Il n'est pas possible d'isoler une situation « pure » où seul un jeu unique serait à l'œuvre. Différents jeux, plus ou moins complexes, s'enchevêtrent dans la vie courante.
- Il existe différents types de jeux.

Au sens étroit, les jeux de langage (Sprachspiele) sont chez Wittgenstein des expériences de pensée dans lesquels on met en scène l'usage bien délimité d'un ou de plusieurs mots. Ces expériences sont nombreuses dans les textes de Wittgenstein, et constituent bien des jeux de langage virtuels : faute de pouvoir délimiter strictement un jeu de langage réel, il reste possible de fabriquer des jeux de langages paradigmatiques qui permettront d'initier à la méthode du jeu de langage. Les jeux wittgensteiniens ont donc une fonction heuristique, puisque Wittgenstein se propose de mettre à jour le fonctionnement de la langue grâce à eux.
Il ne faudrait cependant pas croire que la simple maîtrise des règles linguistiques suffit à maîtriser un jeu de langage. Ce concept est destiné « à mettre en avant le fait que parler un langage fait partie d’une activité ou d’une forme de vie (Lebensform) ». « Forme de vie » et « langage » sont indissociables : comprendre une phrase c'est comprendre un langage dit Wittgenstein. Au-delà de la connaissance des règles arbitraires qui forment un jeu, il faut être capable de savoir comment appliquer les règles.
Le jeu de langage se propose de montrer que le langage, loin de correspondre à un schéma unique comme le supposait le Tractatus (1921), se caractérise au contraire par la variété et l'hétérogénéité de ses usages. La fin ultime de Wittgenstein est de mettre au jour les régions spécifiques de notre langage qui ont leur propre grammaire et se caractérisant par une ressemblance ou "lien de parenté" (Verwandtschaft).
Les jeux de langage prennent parfois des formes plus particulières comme lorsqu’ils illustrent de manière schématique et simplifiée comment les enfants apprennent à acquérir le langage. Mais ils ont la même finalité que les autres types de jeu de langage.

## Le jeu et le langage
Wittgenstein aime comparer l'usage des mots et le fonctionnement du langage avec celui de jeu. Dans un jeu de langage une phrase représente un coup comparable à un coup dans un jeu qui perdrait tout son sens en dehors du jeu. Les différentes situations dans une partie déterminent quels coups sont juste possibles ou nécessaires. La fonction du jeu de langage n'est autre que la signification de la phrase. Le sens n'apparaît donc que dans un contexte concret. Ceci signifie que nous n'apprenons pas le sens des mots que nous utilisons en apprenant des concepts mais dans la pratique du langage. Wittgenstein parle souvent de dressage (Abrichtung).
- Pour Wittgenstein les jeux de langages sont multiples. L’histoire, en tant que discipline, peut-être considérée comme un jeu de langage[7]. Au paragraphe 23 des Recherches philosophiques, Wittgenstein donne une liste d’exemples représentant la multiplicité des jeux de langage, « Représente-toi la diversité des jeux de langage à partir des exemples suivants, et d’autres encore » :

« Donner des ordres, et agir d’après des ordres - Décrire un objet en fonction de ce qu’on voit, ou à partir des mesures que l’on prend - Produire un objet d’après une description (dessin) - Rapporter un événement - Faire des conjectures au sujet d’un événement - Établir une hypothèse et l’examiner - Représenter par des tableaux et des diagrammes les résultats d’une expériences - Inventer une histoire ; et la lire. Jouer du théâtre - Chanter des comptines - Résoudre des énigmes - Faire une plaisanterie ; la raconter - Résoudre un problème d’arithmétique appliquée - Traduire d’une langue dans une autre - Solliciter, remercier, maudire, saluer, prier.. »

— Wittgenstein, Recherches philosophiques, §23,